# قيليقية

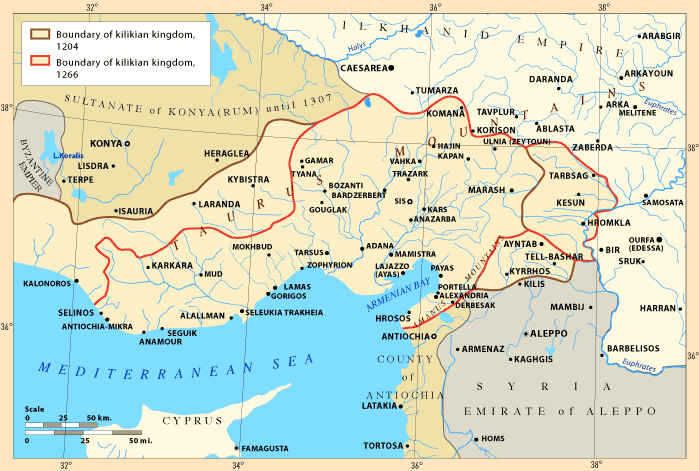
قليقيا

قِيلِيقِيَة (من اليونانية: Κιλικία، كِلِيكْيَا) هي منطقة جغرافية ثقافية في جنوب الأناضول (تركيا)، تمتد داخليًا من السواحل الشمالية الشرقية للبحر الأبيض المتوسط. يبلغ عدد سكان قيليقية أكثر من ستة ملايين نسمة، يتركز معظمهم في سهل قيليقية. تضم المنطقة محافظات مرسين وأضنة وعثمانية.

## جغرافيا

قيليقية، عام 125.

يمتد الإقليم على طول الساحل الجنوبي من جبال ألارا سو، والتي تفصلها عن إقليم بامفيليا، إلى غياور داغ (جبل الأمانوس)، الذي يفصله عن سوريا. حده الشمالي كان قمة جبال طوروس. والإقليم مقسم طبيعيا إلى كيليكيا تراخيا غرب لاماس سو، كيليكيا بيدياس شرق ذلك النهر.

### كيليكيا تراخيا
كيليكيا تراخيا (قيليقية الوعرة) هي منطقة تتكون من الجبال الوعرة التي شكلتها نتوءات جبال طوروس، والتي تنتهي في أغلب الأحيان برؤوس بحرية صخرية بها موانئ محمية صغيرة، وهي ميزة جعلت الساحل ملجأ للقراصنة في الأزمنة القديمة، وفي العصور الوسطى أدت إلى احتلاله من قبل التجار الجنويين والفينيسيين. والمنطقة يسقيها نهر غيوك سو (كاليكادنوس وروافده)، وتغطيها الغابات الصنوبرية بدرجة كبيرة، التي ظلت منذ القدم وحتى وقت قريب تمد سوريا بالخشب.
كانت هناك عدة بلدات لكن لم توجد مراكز تجارية كبيرة. في الداخل كانت هناك مدن مثل كوروبيسوس (دا بازار)، أولبا (أوزونجابورج)، وفي وادي نهر كاليكادنوس، توجد كلاوديوبوليس (موت) وجرمانيكوبوليس (إرمينيك). أو قرب الساحل كانت كوراكيسيوم (ألانيا)، سيلينوس تراجانوبوليس (سيلينتي)، أنيموريوم (أنامور)، كيليندريس (كيليندرا)، سلوقيا على الكاليكاندوس (سلفكة)، كوريكوس (كورغوز) وإلايوسا سيباستي (أياش). وتربط الطرق لاراندا (كارامان) شمال طوروس مع كيليندريس وسلوقية.

### كيليكيا بيدياس
تتضمن كيليكيا بيدياس (قيليقية المنخفضة) النتوءات الوعرة لطوروس وسهل كبير، والذي يتضمن في أغلبه تربة خصبة غنية وبلا أحجار. ونصفها الشرقي به جروف صخرية منعزلة متناثرة، والتي توجد عليها آثار لمعاقل قديمة، وتنتهي بالتلال المنخفضة التي تجاور سهل إيسوس. والسهل يسقيه نهر كيدنوس (طرسوس جي)، ساروس (سيهان) وبيراموس (جيحون)، وكل منها يجلب الكثير من الطمي. ويدخل ساروس الآن إلى البحر تقريبا باتجاه جنوب طوروس، لكن هناك إشارات واضحة أنه في فترة ما كان قد انضم إلى بيراموس، وأن النهرين المتحدين يجريان نحو البحر غرب قره تاش. ويظهر بأن الأمر كان هكذا عندما عبر جيش الإسكندر الأكبر منطقة قيليقية.
تعد سهول المنطقة من أكثر الأراضي خصوبة في العالم، مع أن الاستغلال الزراعي فيها قليل. وعبره مرّ الطريق العظيم بين الشرق والغرب، وعليه انتصبت مدينة طرسوس على نهر كنيدوس، وأضنة على نهر ساروس، وموبسويستيا (المصيصة) على نهر بيراموس. وشمال الطريق بين المكانين الأخيرين وجدت مدينتا سيسيون فلافيوبوليس (سيس)، وأنازاربوس (عين زربة) وهييرابوليس كاستابالا (بودروم)؛ وعلى الساحل كانت هناك مدن سولي بمبيوبوليس، ومالوس (قره تاش)، وأيغاي (أياش)، باياي (باياس) والإسكندرية على إسوم (إسكندرونة).
مرّ الطريق العظيم من الغرب، في انحداره الصعب والطويل من الهضبة الأناضولية إلى طرسوس، عبر معبر ضيق بين جدران صخرة دعا البوابة القيليقية وهي الآن غوليك بوغاز. ثم يعبر التلال المنخفضة شرق بيراموس ويمر من خلال بوابة مبنية (القيليقية) وهي دمير كابو، ويدخل سهل إيسوس. من ذلك السهل يمر الطريق جنوبا خلال البوابة السورية إلى الإسكندرونة، ومن هناك يقطع جبل أمانوس عبر البوابة السورية ومعبر بيلان إلى أنطاكية وسوريا؛ وأخرى يمر الطريق شمالا البوابة الأمانية، جنوب توبراك كاليه، وعبر جبل أمانوس عن طريق البوابة الأمانية ومعبر بخشة إلى شمال سوريا والفرات. ومن خلال المعبر الأخير، الذي كان على ما يبدو مجهولا للإسكندر، عبر داريوش الثالث الجبال قبل معركة إسوس. وكلا المعبرين قصير وسهل، ويوصل قيليقية المنخفضة جغرافيا وسياسيا مع سوريا بدلا من مع آسيا الصغرى. وهناك طريق آخر مهم أوصل سيسيون مع كوكيسوس وميليتيني. في الزمن الروماني صدرت قيليقية القماش المصنوع من شعر الماعز، وهو ما يعرف باسم الكيليكيوم، وهو الذي كانت تصنع منه الخيام.

### المناخ
يُظهر المناخ في قيليقية اختلافات كبيرة بين الجبال والسهول المنخفضة. يعكس المناخ في السهول المنخفضة مناخ البحر الأبيض المتوسط النموذجي. الصيف حار بينما الشتاء معتدل، ما يجعل الأرض، ولا سيما السهول الشرقية، خصبة. يبلغ متوسط درجة الحرارة في أبرد شهر (يناير) 9 درجات مئوية، وفي آخر شهر (أغسطس) يبلغ متوسط درجة الحرارة 28 درجة مئوية. تتمتع جبال قيليقية بمناخ داخلي مع شتاء ثلجي. يبلغ متوسط هطول الأمطار السنوي في المنطقة 647 ملم ويبلغ متوسط عدد الأيام الممطرة في السنة 76. تتمتع مرسين والمناطق المحيطة بها بأعلى متوسط درجة حرارة في قيليقية. كما أن معدل هطول الأمطار السنوي في مرسين مرتفع (1096 ملم) و 85 يومًا ممطرًا في السنة.

## التاريخ القديم
يظهر أهل قيليقية باسم خيلوكو في النقوش الآشورية، وفي الجزء المبكر للألفية الأولى ق م كانت إحدى القوى الأربع الرئيسية في غرب آسيا. يفترض عموما بأنهم كانوا سابقا خاضعين للإمبراطورية الحيثية؛ لكن يعثر على الأنصاب الحيثية في قيليقية بحدود العام 1909؛ ويمكن أن نستنتج أن مدن الحيثيين التي ازدهرت في كابادوكيا وشمال سوريا، اتصلت مع بعضها عبر المعابر شرق أمانوس وليس من البوابات القيليقية.

## الفرس والهلنستيون
حكمت قيليقية تحت سلطة الإمبراطورية الفارسية من قبل الملوك المحليين الخاضعين للجزية، والذين حملوا اسم أو لقب عرّفه باسم سيينيسيس؛ ولكن تم إدخالها رسميا في الساترابية الرابعة من قبل داريوس. ووجد كسينوفون ملكة تحكم فيها، وذكر أنه لم تحدث أي مقاومة أمام جيش قورش الأصغر. كما وجد الإسكندر البوابات مفتوحة عندما نزل من الهضبة في عام 333 ق م؛ ومن هذه الحقائق يمكن أن نستنتج بأن المعبر العظيم لم يكن تحت السيطرة الفارسية المباشرة، لكن تحت سيطرة قوة تابعة كانت جاهزة دائما للانقلاب على أسيادها. بعد موت الإسكندر أصبحت المنطقة ساحة حرب بين القادة والملوك المتنافسين، ولفترة من الوقت وقعت تحت السيادة البطلمية، لكنها وقعت في النهاية في يد السلوقيين، الذين لم يسيطروا على الإقليم بشكل فعال أكثر مما فعلوا مع النصف الشرقي.

## قيليقية الرومانية

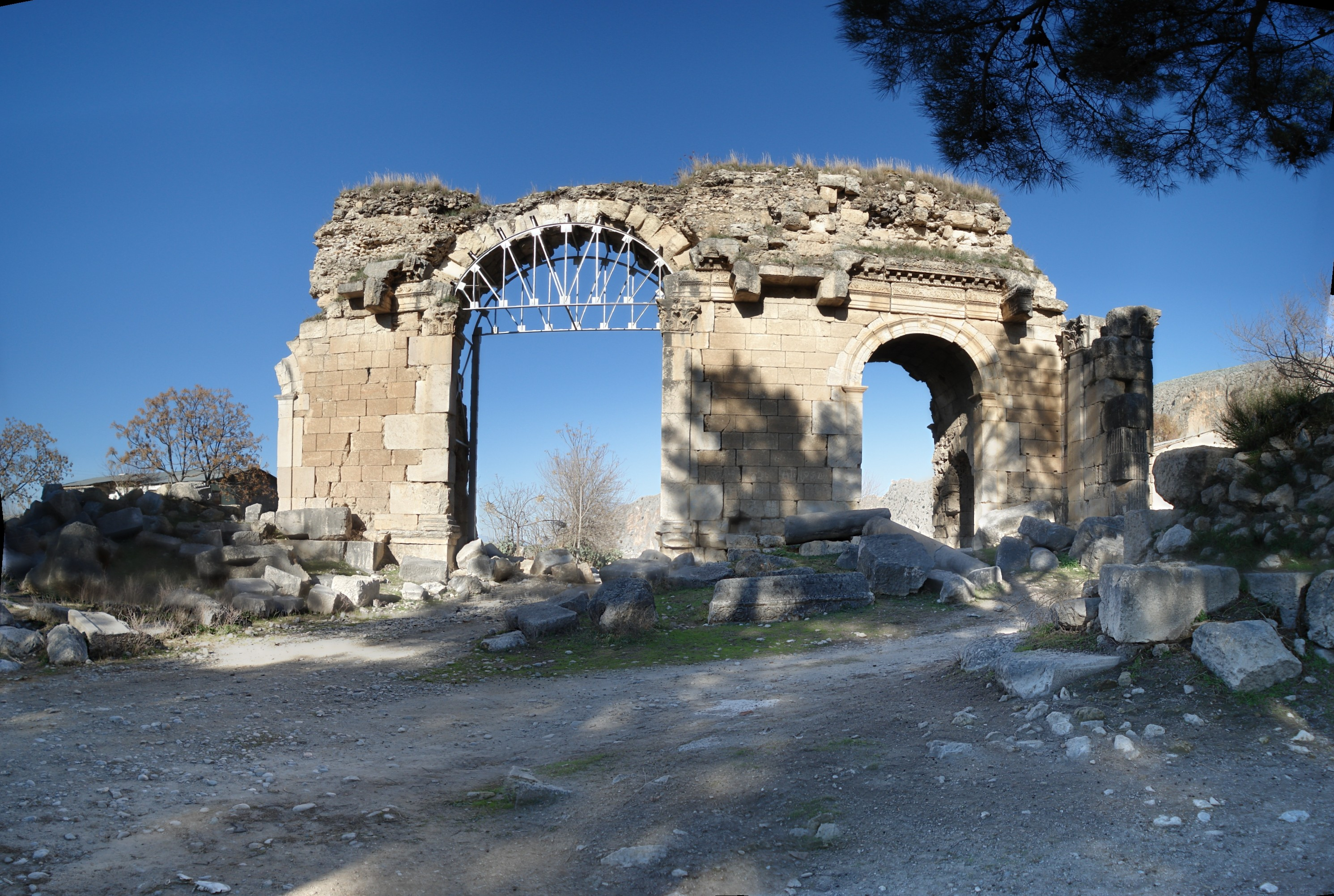
قوس النصر في عين زربة والذي تحول لاحقا إلى البوابة الجنوبية

أصبحت كيليكيا تراخيا مركزا للقراصنة الذين أخضعهم بومبيوس الكبير. وأصبحت كيليكيا بيدياس أرضا رومانية في عام 103 ق م، ونظمها بومبيوس بالكامل في عام 64 ق م إلى محافظة كانت لفترة قصيرة جزءا من فريجيا. وأعيد تنظيما من قبل يوليوس قيصر عام 47 ق م، وحوالي العام 27 ق م أصبح جزء محافظة سوريا-قيليقية-فينيقيا. في بادئ الأمر تركت المنطقة الغربية مستقلة تحت حكم ملوك أو أمراء محليين، وتركت مملكة صغيرة في الشرق تحت حكم تاركونديموتوس؛ لكن هذه المملكة تم توحيدها في النهاية مع المحافظة من قبل فسبازيان عام 74 م. وتحت حكم ديوكلتيانوس (حوالي 297 م)، أدخلت قيليقية مع المحافظات السورية والمصرية، لتشكل الأبرشية الشرقية Diocesis Orientis.
وكانت أيضا موطن القديس بولس الطرسوسي صاحب أحد الأناجيل الأربعة.

## العصور الوسطى
في القرن السابع، فتحها العرب الذين سيطروا على البلاد حتى تم احتلالها ثانية من قبل نقفور الثاني في عام 965. غزا السلجوقي إقليم أرمينيا، وتبع غزوهم نزوح جماعي للأرمن جنوباً، وفي عام 1080 أسس روبن الأول، وهو قريب لآخر ملوك أني، إمارة صغيرة في قلب جبال طوروس القيليقية، التي توسعت بشكل تدريجي إلى مملكة أرمينيا الصغرى. وقعت هذه المملكة المسيحية وسط الدول المسلمة، وكانت عدائية اتجاه البيزنطيين، قدمت الدعم الثمين للصليبيين، وتاجرت مع المدن التجارية العظمى في إيطاليا، كان لها وجود قوي لحوالي 300 سنة. ساعد الأمير قسطنطين الأول (1095-1100) الصليبيين في تقدمهم نحو إنطاكية، ومنحوه لقب فارس وماركيز. وخلفه ثوروس الأول (1100-1123)، وشن حربا ناجحة ضد البيزنطيين والسلاجقة في تحالفه مع أمراء سوريا المسيحيين. وسّع ليفوند (ليو) الثاني «الكبير» (1185-1219)، حدود المملكة إلى ما بعد جبال طوروس وأسست عاصمة في سيس. وكان قد ساعد الصليبيين، وتوج ملكا من قبل رئيس أساقفة ماينز، وتزوج إحدى بنات أسرة لوزينيان القبرصية. وهيثوم الأول (1224-1269) عقد تحالفا مع المغول، الذي حموا مملكته من المماليك المصريين قبل تبنيهم الإسلام. عندما مات ليفوند الخامس (1342)، توج جون دي لوزينيان ملكا باسم قسطنطين الرابع؛ لكنه وورثته حاولوا عزل الأرمن بجعلهم يتحولون إلى الكنيسة الرومانية، وبإعطاء كل مناصب الشرف إلى اللاتينيين، وأخيرا استسلمت المملكة التي افترستها الخلافات الداخلية (1375) إلى هجمات المصريين. احتلت كيليكيا تراخيا من قبل العثمانيين في القرن الخامس عشر، لكن كيليكيا بيدياس لم تضم إلى الإمبراطورية حتى العام 1515.
من عام 1833 إلى 1840 شكلت قيليقية جزءا من الأراضي التي أدارها محمد علي باشا، الذي أرغم على إخلائها بأمر من القوات المتحالفة (بريطانيا وروسيا). منذ ذلك التاريخ شكلت محافظات أضنة ومرسين. في بداية الحرب العالمية الأولى، طالب الشريف حسين خلال مراسلاته مع مكماهون بهذه المنطقة كجزء من الدولة العربية الموعودة بعد التخلص من الاحتلال العثماني باعتبارها جزءا من الأقاليم السورية الشمالية، إلا أن الإنكليز رفضوا إضافتها إلى الدولة العربية بحجة أن سكانها خليط من العرب والترك وليست من العرب فقط كبقية مناطق بلاد الشام والأقاليم السورية الشمالية التي شكلت الدولة العربية المقترحة في معاهدة سيفر.